# Seznam států Evropy a jejich správních celků
Následující tabulka obsahuje nezávislé státy na evropském kontinentu a jejich správní celky. Nejedná se o konečný seznam, tabulka nemusí být zcela aktuální.

## Střední Evropa
| Stát            | Správní celek                                                                     | Správní celek                                                | Hlavní článek                          |
| Stát            | český název (počet)                                                               | název místním jazykem                                        | Hlavní článek                          |
| --------------- | --------------------------------------------------------------------------------- | ------------------------------------------------------------ | -------------------------------------- |
| Česko           | kraj (14) obec s rozšířenou působností (227)                                      | kraj obec s rozšířenou působností                            | Administrativní dělení Česka           |
| Lichtenštejnsko | obec (11)                                                                         | Gemeinde                                                     | Administrativní dělení Lichtenštejnska |
| Maďarsko        | župa (19) okres (168)                                                             | megye kistérség                                              | Administrativní dělení Maďarska        |
| Německo         | spolková země (16) - vládní obvod (19) - zemský okres (301) - městský okres (112) | Bundesland - Regierungsbezirk - Landkreis - Kreisfreie Stadt | Administrativní dělení Německa         |
| Polsko          | vojvodství (16) okres (379)                                                       | województwo powiat                                           |                                        |
| Rakousko        | spolková země (9) - okres (84)                                                    | Bundesland - Bezirk                                          | Administrativní dělení Rakouska        |
| Slovensko       | kraj (8) okres (79)                                                               | kraj okres                                                   | Administrativní dělení Slovenska       |
| Slovinsko       | občina (212)                                                                      | občina                                                       | Statistické regiony Slovinska          |
| Švýcarsko       | kanton (26)                                                                       | Kanton, canton, cantone, chantun                             | Administrativní dělení Švýcarska       |

## Severní Evropa
| Stát            | Správní celek                              | Správní celek                      | Hlavní článek                            |
| Stát            | český název (počet)                        | název místním jazykem              | Hlavní článek                            |
| --------------- | ------------------------------------------ | ---------------------------------- | ---------------------------------------- |
| Dánsko          | region (5)                                 | region                             | Administrativní dělení Dánska            |
| Estonsko        | kraj (15)                                  | maakond                            | Administrativní dělení Estonska          |
| Faerské ostrovy | kraj (6) obec (34)                         | sýslur kommunur                    | Administrativní dělení Faerských ostrovů |
| Finsko          | provincie (19)                             | maakunta landskap                  | Administrativní dělení Finska            |
| Island          | kraj (6) okres (8) hrabství (23) obec (79) | kjördæmi hluti sýslur sveitarfélög | Administrativní dělení Islandu           |
| Litva           | kraj (10) obec (60)                        | apskritis savivaldybė              | Administrativní dělení Litvy             |
| Lotyšsko        | kraj (26) město (7)                        | rajons lielpilsētas                | Administrativní dělení Lotyšska          |
| Norsko          | kraj (11)                                  | fylke                              | Administrativní dělení Norska            |
| Švédsko         | kraj (21)                                  | län                                | Administrativní dělení Švédska           |

## Východní Evropa
| Stát      | Správní celek                                                                                    | Správní celek | Hlavní článek                    |
| Stát      | český název (počet)                                                                              | název místním jazykem | Hlavní článek                    |
| --------- | ------------------------------------------------------------------------------------------------ | --- | -------------------------------- |
| Bělorusko | oblast (7)                                                                                       | вобласць / vobłaść | Administrativní dělení Běloruska |
| Moldavsko | okres (32) obec (3) autonomní region (2)                                                         | raionul municipiu regiune autonomă | Administrativní dělení Moldavska |
| Rusko     | republika (21) oblast (46) kraj (9) federální město (2) autonomní oblast (1) autonomní okruh (4) | республика / respublika область / oblast’ край / kraj федеральный город / federalnyj gorod автономная область / avtonomnaja oblast автономный округ / avtonomnyj okrug | Administrativní dělení Ruska     |
| Ukrajina  | autonomní republika (1) město se speciálním statusem (2) oblast (24) - rajón (490)               | aвтономна республіка / avtonomna respublika міста що мають спеціальний статус область / oblast’ - район / rajon’                                                       | Administrativní dělení Ukrajiny  |

## Jihovýchodní Evropa
| Stát                | Správní celek                                            | Správní celek                                                              | Hlavní článek                              |
| Stát                | český název (počet)                                      | název místním jazykem                                                      | Hlavní článek                              |
| ------------------- | -------------------------------------------------------- | -------------------------------------------------------------------------- | ------------------------------------------ |
| Albánie             | kraj (12) - okres (36)                                   | qark - rreth                                                               | Administrativní dělení Albánie             |
| Bosna a Hercegovina | entita (2) federální distrikt (1) kanton (10) obec (137) | entitet federalni distrikt kanton (ev. županija) općina, општинa / opština | Administrativní dělení Bosny a Hercegoviny |
| Bulharsko           | oblast (28) obec (264)                                   | област / oblast община / obština                                           | Administrativní dělení Bulharska           |
| Černá Hora          | obec (25)                                                | општина / opština                                                          | Administrativní dělení Černé Hory          |
| Chorvatsko          | župa (21) obec                                           | županija općina                                                            | Administrativní dělení Chorvatska          |
| Kosovo              | okruh (7) obec (38)                                      | rajone, округ / okrug komuna, општина / opština                            | Administrativní dělení Kosova              |
| Rumunsko            | župa (41)                                                | judeţ                                                                      | Administrativní dělení Rumunska            |
| Severní Makedonie   | obec (80)                                                | opština                                                                    | Administrativní dělení Severní Makedonie   |
| Srbsko              | autonomní oblast (2) okruh (29) obec (174)               | покрајина / pokrajina округ / okrug општина / opština                      | Administrativní dělení Srbska              |
| Turecko             | region (7) provincie (81)                                | bölgesi il                                                                 | Administrativní dělení Turecka             |

## Jižní Evropa
| Stát        | Správní celek                                                                               | Správní celek                                                                         | Hlavní článek                                                                                    |
| Stát        | český název (počet)                                                                         | název místním jazykem                                                                 | Hlavní článek                                                                                    |
| ----------- | ------------------------------------------------------------------------------------------- | ------------------------------------------------------------------------------------- | ------------------------------------------------------------------------------------------------ |
| Andorra     | farnost (7)                                                                                 | parròquia                                                                             | Administrativní dělení Andorry                                                                   |
| Gibraltar   | velké residentní oblasti (7)                                                                | Major Residential Areas                                                               | Gibraltar není dělen na nižší celky, velké resideční oblasti slouží pouze ke statistickým účelům |
| Itálie      | region (též kraj nebo oblast) (20) provincie, metropolitní města, volná sdružení obcí (107) | regione provincia                                                                     | Administrativní dělení Itálie                                                                    |
| Malta       | obec (68)                                                                                   | Raħal                                                                                 | Administrativní dělení Malty                                                                     |
| Portugalsko | distrikt (18) autonomní region (2) společenství obcí (21) metropolitní oblast (2)           | distrito região autonoma comunidades intermunicipais áreas metropolitanas             | Administrativní dělení Portugalska                                                               |
| San Marino  | obec (9)                                                                                    | castello                                                                              | Administrativní dělení San Marina                                                                |
| Španělsko   | autonomní společenství (17) autonomní město (2) provincie (50)                              | comunidad autónoma ciudad autónoma provincia                                          | Administrativní dělení Španělska                                                                 |
| Vatikán     | Městský stát                                                                                | Città stato,Statum civitatis                                                          | –                                                                                                |
| Řecko       | kraj (13) regionální jednotka (74) obec (325)                                               | περιφέρεια / periféreia περιφερειακές ενότητες / perifereiakés enótites δήμος / dímos | Administrativní dělení Řecka                                                                     |

## Západní Evropa
| Stát               | Správní celek | Správní celek | Hlavní článek |
| Stát               | český název (počet) | název místním jazykem | Hlavní článek |
| ------------------ | --- | --- | --- |
| Belgie             | region (3) - provincie (10) | Gewest; Région; Region - Provincie; Province; Provinz | Administrativní dělení Belgie |
| Francie            | region (18) - departement (101) - Métropole de Lyon - okres (342) - kanton (2054) | Région - Département - Métropole de Lyon - Arrondissement - Canton | Administrativní dělení Francie |
| Irsko              | hrabství (26) | County; Contae | Administrativní dělení Irska |
| Lucembursko        | kanton (12) | Kanton | Administrativní dělení Lucemburska                                                                                                |
| Monako             | městská čtvrť (10) | Quartier | Administrativní dělení Monaka |
| Nizozemsko         | provincie (12) zvláštní správní obvod (3) | Provincie Bijzondere gemeenten | Administrativní dělení Nizozemska                                                                                                 |
| Spojené království | Anglie - region (9) - hrabství (33) - správní oblast (56) - distrikt (326) - Londýnské městské obvody (32) a City Wales - správní oblast (22) Skotsko - správní oblast (32) Severní Irsko - distrikt (11) korunní závislá území - Jersey - Guernsey - Man | England - Region - Country - Unitary authority - Dictrict - London borough and City Wales; Cymru - Unitary authority; Awdurdodau unedol Scotland; Alba - Unitary authority; Comhairle Northern Ireland - District Crown Dependencies - Bailiwick of Jersey - Bailiwick of Guernsey - Isle of Man | Administrativní dělení Anglie Administrativní dělení Skotska Administrativní dělení Walesu Administrativní dělení Severního Irska |